# Пермский государственный университет
Пе́рмский госуда́рственный университе́т (полное название Федеральное государственное автономное образовательное учреждение высшего образования «Пермский государственный национальный исследовательский университет») — классический университет города Перми, один из национальных исследовательских университетов России. Первое высшее учебное заведение на Урале, открывшее двери для своих студентов. Один из учредителей Ассоциации классических университетов России.
В состав университета входят 12 факультетов, 76 кафедр, Соликамский государственный педагогический институт (филиал ПГНИУ), Колледж профессионального образования, Региональный институт непрерывного образования (РИНО), Естественнонаучный институт и Лицей с углублённым изучением отдельных учебных предметов.

## История университета

### Создание университета
На рубеже XIX—XX веков возникла необходимость создания высшей школы на Урале: развивающейся промышленности региона требовался собственный научный, образовательный и просветительский центр. Идею создания на Урале университета активно поддерживали Д. И. Менделеев, А. C. Попов, Д. Н. Мамин-Сибиряк, А. К. Денисов-Уральский и другие.
Выбор Перми при создании университета был во многом обусловлен активной поддержкой местной общественности (думы, земства, видных промышленников).

Акт министерства народного образования о создании в Перми университета от 17 июня 1916 года.

Особую роль в открытии и развитии университета сыграл крупный промышленник Н. В. Мешков. Он ходатайствовал об эвакуации в Пермь Юрьевского университета в 1915 году, во время Первой мировой войны, но когда необходимость в эвакуации отпала (Юрьевский университет был перемещён в Воронеж), он добился открытия отделения Петроградского университета в Перми, передал ему комплекс построек, ставших первыми корпусами университета, и оказал материальную помощь в размере 500 тыс. рублей. Поддержку начинанию Мешкова оказывал пермский губернатор, учёный-правовед М. А. Лозина-Лозинский. 
В соответствии с актом Министерства народного просвещения России от 1 (14) октября 1916 года № 2773 было образовано Пермское отделение Императорского Петроградского университета в составе первых трёх курсов трёх факультетов. На отделение поступило 522 студента; было создано 32 кафедры.
Уже на базе Пермского отделения постановлением Временного Правительства России от 1 (14) июля 1917 года № 752 был открыт Пермский университет.
Первыми преподавателями университета стали молодые профессора и приват-доценты Петроградского университета. Среди них — исследователь крито-микенской культуры Б. Л. Богаевский, исследователь русского средневековья Б. Д. Греков, античник и медиевист А. П. Дьяконов, создатель истории литературного русского языка Л. А. Булаховский, один из создателей теории ионного возбуждения Б. Ф. Вериго, историк-медиевист Н. П. Оттокар, юрист и латинист В. Ф. Глушков, гистолог А. А. Заварзин, химик-органик А. И. Луньяк, славист С. П. Обнорский, минералог А. А. Полканов, статистик М. В. Птуха, юрист и философ А. С. Ященко, основатель литовского языкознания К. Буга, историк Г. В. Вернадский, исследователь биологии низших организмов А. Г. Генкель, автор теории расширяющейся вселенной А. А. Фридман, основатель школы медицинских энтомологов В. Н. Беклемишев, развивавший аналитическую теорию чисел И. М. Виноградов, историк русской литературы Ю. Н. Верховский и другие. Из Юрьевского университета приехал астроном К. Д. Покровский.
Английский путешественник Я. Гринвальд так вспоминал университет той поры:
Центром всей культурной жизни явился университет … его студенты придают Перми характер научно-академического городка, где стержнем всей жизни является университет. Это обстоятельство накладывает отпечаток на лицо города, ставшего одним из республиканских центров науки, своеобразным «Уральским Кембриджем»

### Развитие университета

Постановление Временного Правительства России от 1 июля 1917 года.

Первыми факультетами Пермского университета были: физико-математический, историко-филологический и юридический.
С 1917 года медицинское отделение физико-математического факультета преобразуется в медицинский факультет.
В 1918 году было создано фармацевтическое отделение при физико-математическом факультете.
В 1918 году был открыт сельскохозяйственный и лесной факультет. В 1922 году факультет был переименован в агрономический.
В 1919 году был создан факультет общественных наук (ФОН) на базе историко-филологического и юридического факультетов.
В 1922 году был образован педагогический факультет в результате слияния факультета общественных наук с физико-математическим факультетом.
В 1922 году по инициативе заведующего кафедрой ботаники проф. А. Г. Генкеля был создан ботанический сад университета.
Сокращение числа профессоров в 1930-е годы связано с выделением из Пермского университета самостоятельных институтов: химико-технологического (г. Березники), ветеринарного (г. Троицк, 1929), сельскохозяйственного, медицинского, педагогического, а позже — фармацевтического (1936) и политехнического (1960) институтов.
Совет народных комиссаров РСФСР 13.07.1931 постановил:

3. Открыт с 1 октября 1931 года следующие университеты: в Перми (с отделениями — физическим, химическим, ботаническим и зоологическим), … .— Постановление СНК РСФСР от 13 июля 1931 года № 752 «О реорганизации государственных университетов»
Таким образом в 1930-х годах несколько факультетов университета стали самостоятельными вузами:
- в 1930 году педагогический факультет был выделен в самостоятельный педагогический институт (с 1995 года — Пермский государственный педагогический университет, с 2012 года — Пермский государственный гуманитарно-педагогический университет)[19]
- в 1930 году сельскохозяйственный факультет преобразован в самостоятельный Уральский сельскохозяйственный институт (с 1933 года — Пермский сельскохозяйственный институт), в 1995 году получивший статус академии[13], в 2017 — университета.
- в 1931 году медицинский факультет преобразован в Пермский медицинский институт (с 1994 года — Пермская государственная медицинская академия, с 2014 — Пермский государственный медицинский университет)[10].
- в 1931 году был создан биологический факультет[20]. С этого года университет состоит из физико-математического, биологического и геологического факультетов[16].
- в 1936 году фармацевтическое отделение было преобразовано в Пермский государственный фармацевтический институт, получивший в 1995 году статус академии[10].

В 1941 году был восстановлен историко-филологический факультет.
В 1948 году был вновь открыт юридический факультет (в 1919 году он потерял самостоятельное значение, будучи слит с ФОНом; в 1922 году был полностью ликвидирован); в том же году университет обзавёлся собственной газетой.
В 1949 году состоялось открытие технического факультета с отделениями металлургическим, горным, химико-технологическим и гражданского строительства.
Далее возникли:
- 1955 год — географический факультет[25];
- 1959 год — экономический факультет[26];
- 1960 год — физико-математический факультет разделился на физический и механико-математический[27];
- 1960 год — историко-филологический факультет разделился на два факультета: исторический и филологический[28];
- 1960 год — четыре отделения технического факультета вошли в состав Пермского политехнического института[29] (с 1992 года ППИ приобрёл статус университета[30]);
- 1996 год — создан философско-социологический факультет[31];
- 1996 год — исторический факультет преобразован в историко-политологический[32];
- 2003 год — создан факультет современных языков и литератур[33];
- 2022 год — создан институт компьютерных наук и технологий[источник не указан 410 дней];
- 2024 год — физический и механико-математический факультеты объединены в физико-математический институт[источник не указан 410 дней].

7 апреля 2014 года был создан Фонд целевого капитала Пермского университета для поддержки и дополнительного финансирования ПГНИУ.
14 октября 2016 года университету исполнилось 100 лет.
В год празднования юбилея с целью продвижения персоналий, связанных с Пермским университетом, был реализован проект, направленный на публикацию статей о них в русском разделе Википедии.

### Наименования университета
Пермский университет за свою историю неоднократно менял названия:
- Пермское отделение Императорского Петроградского университета (октябрь 1916 — май 1917);
- Пермский государственный университет (май 1917 — сентябрь 1934);
- Пермский государственный университет имени А. М. Горького (сентябрь 1934 — март 1940);
- Молотовский государственный университет имени А. М. Горького (март 1940 — октябрь 1957);
- Пермский государственный университет имени А. М. Горького (октябрь 1957 — октябрь 1966);
- Пермский ордена Трудового Красного Знамени государственный университет имени А. М. Горького (октябрь 1966 — апрель 1994);
- Пермский государственный университет (апрель 1994 — октябрь 2002);
- Государственное образовательное учреждение высшего профессионального образования «Пермский государственный университет» (октябрь 2002 — июль 2011);
- Федеральное государственное бюджетное образовательное учреждение высшего образования «Пермский государственный национальный исследовательский университет» (июль 2011 — февраль 2021).
- Федеральное государственное автономное образовательное учреждение высшего образования «Пермский государственный национальный исследовательский университет». (с февраля 2021)

## Руководители университета
В 1932—1938 годы должность руководителя университета называлась «директор», в остальное время — «ректор». Всего в истории университета его возглавляли 20 человек (А. И. Букирев был ректором дважды).
1. Профессор, член-корр. АН СССР К. Д. Покровский (1916—1918).
2. Профессор, д.х.н. Н. В. Култашев (1918—1919).
3. Профессор А. С. Безикович (1919).
4. Профессор Н. П. Оттокар (1919—1921).
5. Профессор, акад. А. А. Рихтер (1921—1923).
6. Профессор В. К. Шмидт (1923—1924).
7. Преподаватель С. Н. Седых (1924—1927).
8. Доцент С. А. Стойчев (1927—1931).
9. Профессор З. И. Красильщик (1932—1933).
10. Доцент М. Н. Францевич (1933—1934).
11. Доцент Д. А. Кузьмин (1934—1935).
12. Доцент Г. К. Русаков (1935—1937).
13. Доцент, д.б.н. М. И. Прохорова (1937—1940).
14. Доцент, к.б.н. А. И. Букирев (1940—1941, 1946—1951).
15. Профессор, д.х.н. Р. В. Мерцлин (1941—1946).
16. Профессор, д.э.н. В. Ф. Тиунов (1951—1961).
17. Профессор, д.и.н. Ф. С. Горовой (1961—1970).
18. Профессор, д.х.н. В. П. Живописцев (1970—1987).
19. Профессор, д.т. н. В. В. Маланин (1987—2010)
20. Профессор, д.ф.-м.н. И. Ю. Макарихин (2010—2020).
21. Профессор, д. пол. н. Д. Г. Красильников (2021—2023).

1 февраля 2023 года временно исполняющим обязанности ректора назначен доц., к. соц. н. И. А. Германов.

## Хронология появления корпусов студенческого городка
| Старое здание                   | Номер, условное название                  | Адрес                     | Год создания       | Здание сегодня                                 |
| ------------------------------- | ----------------------------------------- | ------------------------- | ------------------ | ---------------------------------------------- |
|                                 | Учебный корпус № 1 (главный)              | Букирева, 15              | октябрь 1965, 1967 | Главный корпус ПГНИУ, 2015, апрель             |
|                                 | Учебный корпус № 2 (старый главный)       | Генкеля, 7                | 1913 1914          |                                                |
| Старый геологический корпус     | Учебный корпус № 3 (старый геологический) | Генкеля, 5А               | 1914               | Старый геологический корпус                    |
| Старый химический корпус ПермГУ | Учебный корпус № 4 (старый химический)    | Генкеля, 7А               | 1913               | Старый химический корпус                       |
|                                 | Учебный корпус № 5 (алафузовский)         | Дзержинского, 2           | 1910?              |                                                |
|                                 | Учебный корпус № 6 (химический)           | Букирева, 10а             | 1976               |                                                |
|                                 | Учебный корпус № 7 (студенческий клуб)    | Букирева, 10              | 1980               |                                                |
|                                 | Учебный корпус № 8 (новый)                | Генкеля, 8                | 2004               | Корпус № 8 ПГНИУ, апрель 2015                  |
|                                 | Учебный корпус № 9 (юридический)          | Генкеля, 3                | 1960               | Корпус № 9 ПГНИУ, апрель 2015                  |
|                                 | Учебный корпус № 10 (спортивный)          | Букирева, 15              | 1973               |                                                |
|                                 | Учебный корпус № 12 (экономический)       | Дзержинского, 2А          | 1978               |                                                |
|                                 | Корпус ЕНИ (новый)                        | Генкеля, 4 / Букирева, 17 | нач. 1990-х        | Новый корпус ЕНИ                               |
|                                 | Корпус ЕНИ (старый)                       | Генкеля, 4 / Букирева, 17 | 1910               | Старое здание ЕНИ                              |
|                                 | Общежитие № 2                             | Букирева, 16              | 1971               |                                                |
|                                 | Общежитие № 5                             | Петропавловская, 115      | 1975               |                                                |
|                                 | Общежитие № 6                             | Петропавловская, 117      | 1981               |                                                |
|                                 | Общежитие № 7                             | Петропавловская, 121      | 1987               |                                                |
|                                 | Общежитие № 8                             | Генкеля, 5                | 1962               | Общежитие № 8 ПГНИУ, апрель 2015               |
|                                 | Общежитие № 9                             | Белинского, 57            | 1956               | Общежитие № 9 Пермского университета, 2015 год |
|                                 | Общежитие № 10                            | Белинского, 61            | 1957               |                                                |

В создании раздела использованы материалы следующих изданий:.

## Современный университет
На сегодняшний день в состав университета входит 12 факультетов, 70 кафедр и 1 филиал. Общее количество студентов — 12 834 человека (2020/2021 уч. год, бакалавры, специалисты, магистры, аспиранты). В 2020–2021 учебном году обучение ведётся по  11 программам среднего профессионального образования, 79 программам бакалавриата, 17 программам специалитета, 77 программам магистратуры, 49 программам аспирантуры. Работают 3 диссертационных совета (географические, филологические и юридические науки).
Учебный процесс обеспечивают более 1200 преподавателей (2020), в том числе около 200 докторов наук, профессоров и более 700 кандидатов наук, доцентов. В преподавательский состав университета входят 4 академика и 5 членов-корреспондентов РАН, 1 член-корреспондент РАО, 15 заслуженных деятелей науки РФ и 10 заслуженных работников высшей школы РФ. Также университет имеет 14 почётных и 24 заслуженных профессоров ПГНИУ.
Пермский государственный университет осуществляет сотрудничество с зарубежными партнёрами и международными организациями, в рамках которого преподаватели и студенты ПГНИУ направляются в зарубежные командировки по долгосрочным, взаимосогласованным программам с университетами других стран и международными организациями, Пермь посещают преподаватели и студенты из других университетов. Партнёрами университета являются Оксфордский университет (Великобритания), ряд французских университетских центров (университет Экс-Марсель, Гренобль-Альпы, По, Нанси I, Париж IIIОрлеана), университеты США (Луисвилл), стран центральной Европы и Австралии. Университет осуществляет сотрудничество с Европейской комиссией, Всемирным банком, Министерством науки и культуры земли Нижняя Саксония, а также рядом других организаций.

### Рейтинги университета
В конце августа 2018 года ПГНИУ вошёл в рейтинг лучших вузов Евразийского региона, составленный британским изданием «Times Higher Education», заняв 61–70 место.
В июне 2018 года по результатам Национального рейтинга вузов России по итогам 2017/2018 учебного года информационной группы «Интерфакс» в рейтинге по показателю «Образование» ПГНИУ занял 9 место и 51–54 место в общем рейтинге университетов.
В конце мая 2016 года в «Национальном рейтинге университетов» «Интерфакс» ПГНИУ поднялся с 24 на 23 место по критерию «Образование» и с 70 на 56 место по критерию «Бренд университета».
Согласно исследованию «QS University Rankings: BRICS (Лучшие вузы стран БРИКС)», опубликованному 8 июля 2015, ПГНИУ занял 24 место в российском списке ведущих высших учебных заведений, опередив ряд университетов, имеющих статус национальных исследовательских и федеральных.
В 2015 году университет занял 34 место в рейтинге московского журнала «Афиша» «38 лучших вузов России — кроме Москвы и Петербурга». Он был назван одним из лучших университетов страны по части общественных наук с образцовым кампусом.
В 2021 году университет стал участникам всероссийской программы развития "Приоритет 2030".

### Подразделения

#### Основные учебные подразделения
По состоянию на 2024 год Пермский государственный университет включает следующие учебные подразделения:
- биологический факультет;
- географический факультет;
- геологический факультет;
- институт компьютерных наук и технологий;
- историко-политологический факультет;
- факультет современных иностранных языков и литератур;
- физико-математический институт;
- философско-социологический факультет;
- филологический факультет;
- химический факультет;
- экономический факультет;
- юридический факультет.

#### Институты
- Региональный институт непрерывного образования;
- Соликамский государственный педагогический институт (филиал).

#### Обособленные научные подразделения
- естественнонаучный институт;
- особое конструкторское бюро «Маяк».

#### Довузовское образование
- факультет довузовской подготовки РИНО. Подготовительные курсы;
- университетские школы юных;

Послевузовское образование:
- факультет повышения квалификации профессорско-преподавательского состава вузов;
- центр дополнительного образования «Littera»;
- центр психологического образования (ЦПО).

#### Общеуниверситетские подразделения
- ботанический сад им. профессора А. Г. Генкеля;
- департамент физической культуры и спорта;
- издательский центр;
- радио ПГУ;
- музеи университета;
- научная библиотека (НБ ПГНИУ);
- научные центры:
  - научно-образовательный центр «Параллельные и распределённые вычисления» (НОЦ ПиРВ);
  - центр геоинформационных систем Пермского университета (ГИС-центр);
  - центр коллективного пользования уникальным научным оборудованием;
  - центр компетенций НТИ "Фотоника";
  - центр социологических исследований;
  - центр сравнительных исторических и политических исследований.
- НОЦ "Рациональное недропользование";
- отдел научных периодических и продолжающихся изданий;
- редакция газеты «Пермский университет»;
- редакция журнала «Пермский государственный университет»;
- спортивный клуб;
- студенческий дворец культуры:
  - академический хор;
  - молодёжный театр танца Shake Dance Group;
  - театр-лаборатория «ПТАХ».
- университетский центр Интернет (УЦИ);
- центр профориентации и карьеры «Alma Mater»;
- колледж профессионального образования ПГНИУ.

### Руководство
- и. о. ректора — Игорь Анатольевич Германов, кандидат социологических наук, доцент[36];
- президент — Владимир Владимирович Маланин, доктор технических наук, профессор, заслуженный деятель науки Российской Федерации;
- проректор по учебной работе — Анна Сергеевна Габдурафикова, кандидат физико-математических наук, доцент;
- проректор по научной работе и инновациям — Владимир Александрович Ирха, кандидат физико-математических наук;
- проректор по молодёжной политике и внеучебной работе — Ольга Юрьевна Мещерякова, кандидат технических наук;
- проректор по кадровой политике и социальным вопросам — Игорь Юрьевич Плотников.

## Массовое убийство
20 сентября 2021 года на территории университета произошло массовое убийство, в результате которого 6 человек погибли и 47 были ранены.